# Kliczków Wielki
Kliczków Wielki – wieś w Polsce położona w województwie łódzkim, w powiecie sieradzkim, w gminie Brzeźnio, nad rzeką Myją.
W latach 1975–1998 miejscowość administracyjnie należała do województwa sieradzkiego, w odległości 2 km w kierunku zach. od Kliczkowa Małego. 
Wraz z Kliczkowem Małym, Chajewem i Bukowcem tworzyła niegdyś jeden majątek. Pierwotnie była własnością Kliczkowskich, później (krótko) w poł. XVI w. Benedykta Wiktorowskiego, a od 2 poł. XVI w. aż do 1930 r. – Tarnowskich h. Jelita o przydomku Saryusz. Po śmierci Antoniego Tarnowskiego, ostatniego potomka męskiego tej linii, majątek trafił do Wierzchlejskich (poprzez małżeństwo jego siostry Zofii). Majątek miał pow. 800 ha Zachował się w niej murowany dwór neoklasycystyczny, wzniesiony w 1 ćw. XIX w. Jest to budynek parterowy, o dwutraktowym układzie przyziemia, z korytarzem pośrodku. Do dworu przylega dobrze zachowany park z pomnikowymi okazami drzew. Naprzeciwko parku dworskiego rośnie największy we wsi i jeden z większych w województwie dąb szypułkowy o obwodzie 700 cm i wysokości 32 metry. Jego pień jest widoczny aż do wierzchołka, co w połączeniu z ponadprzeciętnym wzrostem czyni go wyjątkowym w skali regionu. Dąb jest pomnikiem przyrody.
W okolicy stwierdzono obecność złóż ropy naftowej i gazu ziemnego.
4 września 1939 żołnierze Wehrmachtu dokonali zbrodni na ludności wsi. Zamordowali 6 mieszkańców.

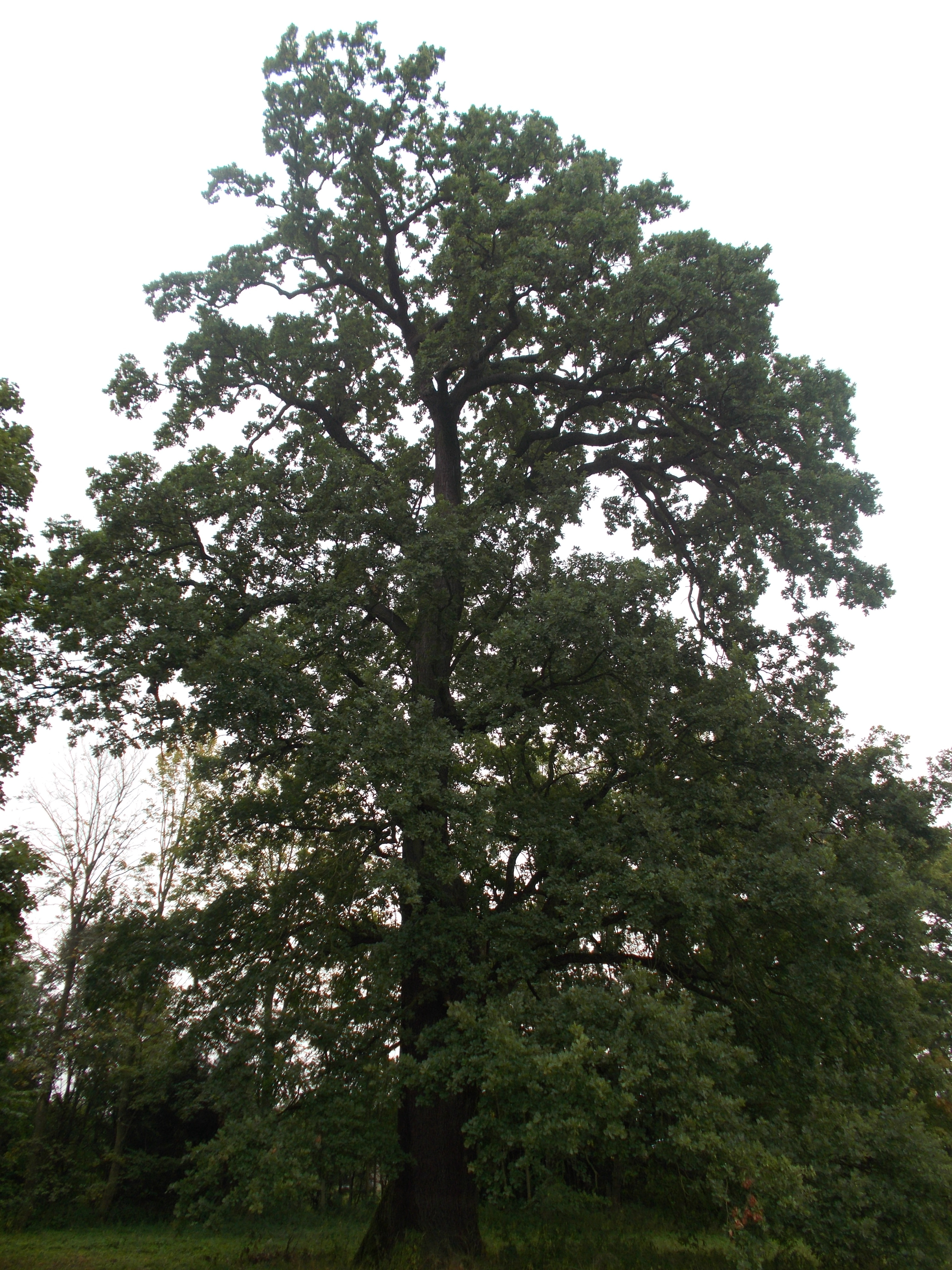
Dąb szypułkowy w Kliczkowie Wielkim, naprzeciwko parku dworskiego

## Zabytki
Według rejestru zabytków Narodowego Instytutu Dziedzictwa na listę zabytków wpisane są obiekty:
- zespół dworski, XVII/XVIII w., 1 poł. XIX w.:
  - dwór, nr rej.: 821 z 28.12.1967
  - park, nr rej.: 367 z 31.12.1990